# نادي كارنتين
نادي كارنتين لكرة القدم (بالألمانية: FC kelag Kärnten) نادي كرة قدم نمساوي يلعب في دوري الدرجة الثالثة . تم تأسيس النادي في سنة 1920 .

## وصلات خارجية
- fckaernten.com Official club website (ألمانية)